# مجلة روافد
مجلة روافد هي حولية متخصصة في التاريخ المعاصر و في تاريخ الحركة الوطنية التونسية خاصة ، يصدرها المعهد العالي لتاريخ الحركة الوطنية التابع لجامعة منوبة. بدأت هذه المجلة بالصدور عام 1995، ومن بين من تولى رئاسة تحريرها عميرة علية الصغير فيما بين 2000 و2007 ثم الحبيب بالعيد في عام 2008 ثم عبد الحميد الهلالي منذ 2009. أما المحاور التي تناولتها فهي التالية:
- العدد 1: واقع وآفاق كتابة تاريخ الحركة الوطنية؛
- العدد 2: مقاومة الاستعمار، الأشكال والأبعاد؛
- العدد 3: المنصفية؛
- العدد 4: الرأي العام المغاربي والمتغيرات الدولية في بدايات القرن العشرين؛
- العدد 5: الشيخ عبد العزيز الثعالبي: السياسي والمثقف ؛
- العدد 6: الطاهر الحداد؛
- العدد 7: دور الحركة الطلاّبيّة في المقاومة الوطنيّة؛
- العدد 8: فرحات حشاد وعصره؛
- العدد 9: الملف الأول: الحركة الكشفية في تونس؛ الملف الثاني: الهادي شاكر والاغتيال السياسي؛
- العدد 10: الشمال الغربي زمن الاستعمار؛
- العدد 11: الجنوب الغربي التونسي؛
- العدد 12: المصادر: الاستعمال ومسائل تاريخية (2001-2002)؛
- الملف: 13: المدينة؛
- العدد 14: المحاماة.

## إشارات مرجعية
1. ↑  http://www.ishmn.rnu.tn/rawafid.htm مجلة روافد نسخة محفوظة 2019-12-27 على موقع واي باك مشين.